# الموت على الصخرة
«الموت على الصخرة» هو فيلم وثائقي تلفزيوني مُثير للجدل، بُث حلقةً من سلسلة الشؤون الجارية لتلفزيون تايمز «هذا الأسبوع» في المملكة المتحدة على قناة «آي تي في» في 28 أبريل 1988. تناول البرنامج مقتل ثلاثة من أعضاء الجيش الجمهوري الأيرلندي في جبل طارق في 6 مارس 1988 على يد الخدمة الجوية البريطانية الخاصة، أُطلق عليها اسم «عملية فلافيوس». قدّم «الموت على الصخرة» دليلًا على أن أعضاء الجيش الجمهوري الأيرلندي قد أُطلِق عليهم النار دون تحذير أو في أثناء محاولتهم الاستسلام. وقد أدانته الحكومة البريطانية، في حين نددت به الصحف الشعبية ووصفته بالقسوة. أصبح فيلم «موت على صخرة» بعد ذلك أول فيلم وثائقي فردي يخضع لتحقيق مستقل، إذ بُرِّرَ إلى حد بعيد.
بدأ المشروع بعد أن تبين أن أعضاء الجيش الجمهوري الأيرلندي الثلاثة الذين أُطْلِق النار عليهم في جبل طارق كانوا غير مُسلحين وليس بحوزتهم قنبلة. أرسل مُحرر المسلسل، روجر بولتون، صحفيين إلى جبل طارق وإسبانيا، حيث أجروا مقابلات مع العديد من الأشخاص الذين شَهدوا إطلاق النار، وكذلك ضباط الشرطة الإسبانية الذين شاركوا في مراقبة فريق الجيش الجمهوري الأيرلندي. صَوّر الصحفيون جنازات أعضاء الجيش الجمهوري الأيرلندي في بلفاست. راضيًا عن النتائج التي توصل إليها الصحفيون، سعى بولتون إلى اختتام البرنامج، نظرًا إلى رفض الحكومة البريطانية التعليق، عيّن بولتون محاميًا بارزًا في مجال حقوق الإنسان لإبداء رأيه في النتائج. بُث الفيلم الوثائقي في 28 أبريل 1988، بعد أقل من شهرين من إطلاق النار، رغم محاولتين من وزير الخارجية السير جيفري هاو لتأجيل البث. باستخدام إِفادات شهود العيان، شكَّكَ الفيلم الوثائقي في رواية الحكومة للأحداث، وأشار إلى أن أعضاء الجيش الجمهوري الأيرلندي الثلاثة ربما قُتلوا قتلًا غير قانوني. لخَّص المراسل جوليان مانيون نتائج البرنامج: «لم يسمع أي من الشهود الذين استضافهم البرنامج أن الجنود قد حذروا الثلاثي قبل إطلاق النار، بل رأوا أن أعضاء الجيش الجمهوري الإيرلندي قد أُطلِق النار عليهم في الظهر وأيديهم مرفوعة، أو بعد سُقوطهم على الأرض». كان المساهم الأخير هو المحامي الذي عينهُ بولتون، الذي أشار إلى ضرورة إجراء تحقيق قضائي لحل النزاعات.
في صباح اليوم التالي للبث، هاجمت العديد من الصحف الشعبية الفيلم الوثائقي، متهمة إياه بالقسوة و «الحكم من طريق التلفزيون». في الأيام التالية، شَنّوا حملة ضد كارمن برويتا، إحدى الشهود الرئيسيين على الفيلم الوثائقي، متهمين إياها بأنها عاهرة سابقة ومعادية للبريطانيين، رفعت برويتا لاحقًا دعوى قضائية ضد العديد من الصحف بتُهمة التشهير. واتهمت صحف أخرى «الموت على الصخرة» بتشويه أقوال شهود العيان وانتقدوا هيئة الإذاعة البريطانية لسماحها ببث الفيلم الوثائقي. وأدلى شهود العيان الذين استضافهم «الموت على الصخرة» بإفادتهم في أثناء التحقيق في إطلاق النار، وكرر معظمهم الأقوال التي أدلوا بها في البرنامج، لكن أحد الشهود -الذي أخبر البرنامج أنه شاهد جنديًا يقف فوق أحد أعضاء الجيش الجمهوري الإيرلندي ويُطلق النار على الرجل حين كان على الأرض- تراجع عن أقواله السابقة. كُلِّفت «التايمز» بإجراء تحقيق مستقل حول صنع فيلم «الموت على الصخرة»، وهي المرة الأولى التي أُجري فيها تحقيق عن صنع فيلم وثائقي فردي. وجد تقرير ويندليسهام-رامبتون أن اتجاه البرنامج كان لتقديم أدلة على أن أعضاء الجيش الجمهوري الأيرلندي قد قُتِلوا قتلًا غير قانوني، لكنه سعى لإثارة التساؤلات بدلًا من التوصل إلى نتيجة. وجّه المؤلفون انتقادات عديدة للفيلم الوثائقي، لكنهم وجدوه عمومًا عملًا صحفيًا «لاذعًا، أُجري بحسن نية ودون دوافع خفية». وفقدت «التايمز» امتيازها، وألغت نقابة المحامين الدوليين -نتيجةً لقانون البث عام 1990- القرارات التي يعتقد العديد من الأطراف المعنية أنها تأثرت بغضب الحكومة من «الموت على الصخرة».

## خلفية

### هذا الأسبوع
كان «هذا الأسبوع» مسلسلًا تلفزيونيًا عن الشؤون الجارية بدأ سنة 1956. سنة 1978، تغير الاسم إلى «عين التلفاز» واتخذ تنسيقًا أخف قليلًا، قبل أن يعود العنوان السابق عام 1986، ثم أصبح بثبات صحفيًا أكثر. بُثَّ البرنامج في وقت واحد عبر مناطق آي تي في وأصبح الدعامة الأساسية لبرامج الشؤون الجارية لـ آي تي في. بحلول عام 1988، أجرى البرنامج مقابلات مع العديد من الوزراء وزعماء المعارضة، من ضمنهم مارغريت تاتشر رئيسة الوزراء حينها، قُبِلتْ لثلاث حلقات كاملة.

### إطلاق نار في جبل طارق
في 6 مارس 1988، شوهِد ثلاثة أعضاء من وحدة الخدمة النشطة التابعة للجيش الجمهوري الأيرلندي، وهم دانيال ماكان وميريد فاريل وشون سافاج، يوقفون سيارة في موقف للسيارات في جبل طارق. استُخدم موقف السيارات منطقةً لتجمع الجنود البريطانيين الذين يستعدون لمراسم «تغيير الحرس» الأسبوعية خارج الدير (مقر إقامة حاكم جبل طارق). اشتبهت السُلطات البريطانية في أن الثلاثة هم جزء من مؤامرة لتفجير سيارة مفخخة في موقف للسيارات، حين كانت مليئة بالجنود الذين كانوا يستعدون للاحتفال. بينما كان المشتبه بهم يسيرون عائدين تجاه الحدود الإسبانية، قُتلوا برصاص جنود بريطانيين، الذين كانوا أعضاءً في الخدمة الجوية الخاصة. عقب إطلاق النار مباشرةً، أصدرتْ الحكومة البريطانية بيانًا يفيد بأنه عُثِر على سيارة مفخخة كبيرة في جبل طارق، وأن ثلاثة من الإرهابيين المشتبه بهم قُتِلوا برصاص شرطة جبل طارق. في ذلك المساء، أفادت أخبار التليفزيون البريطاني العثور على السيارة المفخخة المزعومة، وأضافت أن أعضاء الجيش الجمهوري الإيرلندي متورطون في «تبادل لإطلاق النار» مع السلطات. غطّت جميع الصحف البريطانية اليومية حوادث إطلاق النار في صباح اليوم التالي، وذكر العديد منها أن حجم السيارة المفخخة المزعومة 230 كجم، وادعت أنها كانت «مليئة بالشظايا». في صباح اليوم نفسه، قال إيان ستيوارت، وزير الدولة للقوات المسلحة، لراديو «بي بي سي 4» إن «أفرادًا عسكريين مُتورطون في إطلاق النار، وأنه عُثر على سيارة مفخخة، ونُزع فتيلها».
في اليوم التالي، أدلى السير جيفري هاو، وزير الخارجية البريطاني، ببيان أمام مجلس العموم بشأن إطلاق النار، أبلغ فيه المجلس بأن أعضاء الجيش الجمهوري الإيرلندي غير مسلحين، وأن السيارة المتوقفة في منطقة التجمع لا تحتوي على عبوة ناسفة. وذكر هاو أن أعضاء الجيش الجمهوري الأيرلندي «قاموا بتحركات دفعت العسكريين -الذين يعملون لدعم شرطة جبل طارق- إلى استنتاج أن حياتهم وحياة الآخرين مُعرضة للخطر». وتابع هاو: «في ضوء ذلك، أطلق الأفراد العسكريون النار». أدّت التحقيقات اللاحقة إلى اكتشاف كمية كبيرة من المُتفجرات في ماربيا، 80 كم من جبل طارق، إلى جانب صواعق وأجهزة توقيت.

## التحقيق
اعتقد مُحرر «هذا الأسبوع» روجر بولتون في البداية بوجود فائدة تُذكر من التحقيق في حوادث إطلاق النار. استنادًا إلى الرواية الرسمية للأحداث التي قُدِمت في أعقاب إطلاق النار مباشرة، افترض بولتون أن معظم الناس يعتقدون بأن أعضاء الجيش الجمهوري الإيرلندي «يستحقون ما حصلوا عليه». وأثارت تصريحات هاو اهتمام بولتون، التي كَشف فيها عن أن المتوفين كانوا عُزلًا وليس بحوزتهم قنبلة. أرسل اثنين من صحفيي هذا الأسبوع، جوليان مانيون وكريس أوكسلي، إلى جبل طارق وإسبانيا تواليًا لجمع المزيد من المعلومات عن عمليات إطلاق النار. اعتقد بولتون أن الهجوم على مقبرة ميلتاون وقتل العرافين، وهما حدثان في بلفاست نتج عن عمليات القتل في جبل طارق، قد وفرا «أسبابًا أكثر إقناعًا» للتحقيق في إطلاق النار، نظر الفريق في تحويل تركيز البرنامج إلى تأثيرات إطلاق النار في بلفاست، لكنهم قرروا الاستمرار في المشروع الأصلي.